# Mireșu Mare
Mireșu Mare (Nagymyíres en hongrois) est une commune roumaine du județ de Maramureș, dans la région historique de Transylvanie et dans la région de développement du Nord-Ouest.

## Géographie
La commune de Mireșu Mare est située dans le sud-ouest du județ, dans la plaine alluviale de la rivière Someș, sur sa rive droite, au cœur du pays Chioar, à 20 km de Baia Mare, la préfecture du județ.
La commune est composée de 7 villages et, en 2002, la population se répartissait comme suit :
- Mireșu Mare, 1 518 habitants, siège de la municipalité.
- Dănești Chioarului, 499 habitants.
- Iadăra, 1 016 habitants.
- Lucăcești, 631 habitants.
- Remeți pe Someș, 685 habitants.
- Stejera, 67 habitants.
- Tulghieș, 714 habitants.

## Histoire
La première mention écrite du village date de 1405.

## Démographie
En 1910, la commune comptait 3 927 Roumains (93,5 % de la population), 216 Hongrois (4,6 %) et 53 Allemands (1,3 %).
En 1930, les autorités recensaient 4 478 Roumains (94,8 %), 57 Hongrois (1,2 %), 66 Roms (1,4 %) ainsi qu'une communauté juive de 117 personnes (2,5 %) qui fut exterminée par les Nazis durant la Seconde Guerre mondiale.
En 2002, la commune comptait 5 082 Roumains (99,1 %).
| 1880  | 1900  | 1910  | 1930  | 1956  | 1977  | 1992  | 2002  | 2007  |
| ----- | ----- | ----- | ----- | ----- | ----- | ----- | ----- | ----- |
| 3 439 | 4 049 | 4 201 | 4 722 | 5 453 | 5 948 | 5 365 | 5 130 | 5 110 |

## Économie
La commune dispose de 4 990 ha de terres agricoles et 1 849 ha de forêts. C'est pourquoi son économie est largement basée sur l'agriculture, l'élevage et l'exploitation forestière.